# بلدرچین‌لی
بلدرچین‌لی (به لاتین: Bildirçinli) یک منطقه مسکونی در جمهوری آذربایجان است که در شهرستان ترتر واقع شده است.